# 髖關節發育不良
髖關節發育不良（英語：Congenital Dysplasia of the Hip，缩写：DDH）是指髋关节窝的部分不能完全覆盖關節球體的部分，从而造成脫臼风险增加的病症。髋关节发育不良可能在出生时就已存在，或生命早期就已发生。无论如何，在一岁以前的婴儿通常沒有症状。偶尔一条腿可能會比另一邊短。左侧髋关节比右侧的發生率高。若不治疗，併发症包括可能关节炎、跛行和下背痛。
风险因子包括家族病史、某些包裹嬰兒习惯和臀位分娩。如果同卵雙胞胎其中一位患病，则另一位患病的风险为 40%。建议為所有婴儿身體檢查進行。超声波检查也可能有助確診。
许多轻度不稳定患者无需特殊治疗即可痊愈。病情更严重的，若及早发现，可能只需使用裝具即可。如果较晚发现，可能需要手术和石膏固定。约有 7.5%的髖關節置換術之病因與髋关节发育不良有關。
婴儿大约每1,000名中有1名患病。足月出生的婴儿中，約有1%至2%有顯著的髋关节不稳定。女性的發生率比男性高。早在公元前300年希波克拉底就有记载描述髋关节发育不良。